# Провулок Миколи Капустянського
Провулок Миколи Капустянського  — провулок у Богунському районі Житомира. Названий на честь українського державного та військового діяча, генерал-хорунжого Армії УНР Миколи Капустянського, дружина котрого походила із Житомира.

## Історія
До 19 лютого 2016 року називався 4-й Червоноармійський провулок. Відповідно до розпорядження Житомирського міського голови від 19 лютого 2016 року № 112 «Про перейменування топонімічних об'єктів та демонтаж пам'ятних знаків у м. Житомирі», перейменований на провулок Миколи Капустянського.